# Golden Boy (манга)
Golden Boy (прим. прев. „Златни дечко”) је манга серијал аутора Тацује Егаве о 25-годишњем фритеру, и „путујућем студенту” по имену Обое Кинтаро. Почевши од 1992. године, манга је у деловима излазила у Super Jump магазину, док је прва књига сакупљених поглавља издата следеће године. Делови манге су адаптирани у OВA серијал 1995. године. Серијал прати догодовштине Кинтароа, који напушта Токијски Универзитет иако је испунио све услове за диплому из права. Он живи живот без обавеза, лута Јапаном од града до града, од посла до посла. Током свог лутања, Кинтаро наилази на женске особе, чије животе драматично мења. Непрестано посматра и проучава свет и људе око себе, марљиво записујући своје закључке у свеску. Иако OВA није хентај анимација, садржи сцене делимичне голотиње, приказује оргазме и мастурбирање женских особа. Са друге стране, манга, која се издаје само у Јапану, скоро да постаје хентај почевши од друге књиге.
Манга је добила наставак (Golden Boy II) који се 2010—2011. године објављивао у часопису Business Jump.

## Синопсис
Свако поглавље и епизода Golden Boy-а поставља Кинтароа насупрот младе, прелепе жене, чији интерес или одбојност ка Кинтароу доводи до невероватних ситуација. Неке од ових жена одбацују Кинтароа као неспретњаковића и смешног перверзњака и обично му нуде или прихватају његов изазов како би доказале своју надмоћ. Има и оних које га од почетка виде као пријатеља, и обично су у ситуацији у којој им је његова помоћ добродошла. Кинтаро жуди за овим женама, мада њиме преовладава жеља да стварно буде од помоћи и самим тим научи више о свету. Кинтаро је паметна и предузимљива особа, и увек успева да надмаши оно што се од њега очекује и на крају осваја женска срца, насупрот свом чудном карактеру. Мада због околности, или осећаја части, Кинтаро никада не искоришћава новостечена осећања својих познаница. На крају, Кинтаро пажљиво анализира оно што је доживео и обично је срећан због новог искуства.
Хумор великим делом проистиче из насталих ситуација, попут Кинтароових сусрета са женама који полазе наопако, и Кинтароовог сталног упадања у невоље због његових сексуалних фантазија при којима губи додир са реалношћу. Комични елементи који се понављају кроз епизоде су Кинтароов фетиш о тоалетним шољама (нарочито оним недавно коришћеним од стране лепих жена), његови пренаглашени изрази лица који обично прелазе у бизарне гримасе, и смешни уноси које прави у свесци. У ове последње спадају детаљни цртежи жена које среће и мудри закључци попут „C није скраћеница за секс”, и „Људска глава се не може ротирати за 360 степени”. О свом серијалу, Тацуја Егава је написао: „Пре него што сам напустио забавиште, записао сам ове речи у својој свесци: Стварно волим да учим”. Често се питам када је наше школство заборавило право значење учења. Нечега што је сада често погрешно схваћено и од стране наставника и од стране родитеља. Учење би требало бити надахњујуће и забавно.”

## Подаци о медију

### Манга
| Књига | Датум Издавања    | ISBN              |
| ----- | ----------------- | ----------------- |
| 01    | 4. јун 1993.      | 978-4-08-858721-9 |
| 02    | 2. децембар 1993. | 978-4-08-858722-6 |
| 03    | 10. мај 1994.     | 978-4-08-858723-3 |
| 04    | 2. децембар 1994. | 978-4-08-858724-0 |
| 05    | 2. јун 1995.      | 978-4-08-858725-7 |
| 06    | 1. децембар 1995. | 978-4-08-858726-4 |
| 07    | 4. јун 1996.      | 978-4-08-858727-1 |
| 08    | 2. децембар 1996. | 978-4-08-858728-8 |
| 09    | 4. јул 1997.      | 978-4-08-858729-5 |
| 10    | 9. јануар 1998.   | 978-4-08-859001-1 |

### ОВА
Као аниме адаптација Golden Boy је првобитно издат на видео касетама, а касније и на ласердиску у виду шест епизода. Кинтароу глас позајмљује Мицуо Ивата. Уводна тема је Bicycle Race музичке групе Blümchen, док песму Study A Go! Go! која се може чути током одјавне шпице изводе Golden Girls. Следи резиме епизода:
„Рачунарске науке”Кинтаро добија посао чистача у софтверској фирми у којој раде искључиво жене којом управља оскудно одевена „Мадам Председница” (глас: Хироми Цуру). Када проблем са напајањем угрози будућност компаније, Кинтаро добија прилику да испроба своје новостечено знање из програмирања.
„Дамино кушање”Као асистент кандидату за место градоначелника, Кинтаро добија прилику да буде тутор његове ћерке, привлачне тинејџерке по имену Наоко Кацуда (глас: Јууко Минагучи), која од нашег јунака жели нешто више од помоћи у математици.
„Опасност! Девичина прва љубав”Власник соба ресторана је поломљене руке због недавне аутомобилске несреће, и док се не опорави, Кинтаро помаже са спремањем јела и учи занат. Власникова ћерка Норико (глас: Јури Ширатори) има лепог и префињеног дечка, али сплет догађаја чини да Кинтаро почне да сумња у његову искреност...
„Пливање у мору љубави”Кинтаро изазива Ајуко Харамизу (глас: Кикуко Иноуе), локалну инструкторку пливања на трку, несвестан да изазива бившег Олимпијског шампиона. Уз то, Кинтаро схвата да би и њему самом добродошла која лекција из пливања.
„Леђа уза зид”Кинтаро овога пута ради као слуга за имућну породицу која цени традиционалне вредности. Невоља настаје када Кинтаро посумња да је његова млада газдарица Реико Тарајама (глас: Сакико Томагава) заљубљена у свој мотоцикл... буквално.
„Анимирати је забавно!”Чие (глас: Мика Канај) ради у студију за анимацију где се Кинтаро запошљава као потрчко. У студију настају тешкоће при продукцији новог анимеа, али Кинтаро одлучује да неће дозволити да пројекат пропадне. У овој епизоди се као посебни гост појављује анимирана верзија самог Тацује Егаве, којој глас позајмљује аутор манге лично.